# WatchOS 1
watchOS 1 è la prima versione del sistema operativo per Apple Watch sviluppato dalla Apple Inc. È stato pubblicato il 24 aprile 2015, insieme alla prima versione dell'Apple Watch. Circa un mese dopo è stato pubblicato il primo aggiornamento, watchOS 1.0.1.

## Storia

### Aggiornamenti

#### 1.0.1
watchOS 1.0.1 è stato pubblicato il 19 maggio 2015. L'aggiornamento è mirato alla correzione di alcuni bug e al miglioramento delle prestazioni. È stato aggiunto il supporto a ulteriori lingue, come il russo e il turco.

## Tabella delle versioni
| Versione | Versione di iOS | Data di pubblicazione | Disponibile per      |
| -------- | --------------- | --------------------- | -------------------- |
| 1.0      | 8.2             | 24 aprile 2015        | Apple Watch Series 0 |
| 1.0.1    | 8.3             | 19 maggio 2015        | Apple Watch Series 0 |

## Changelog ufficiale
Di seguito è riportato il changelog ufficiale di ogni versione:

### watchOS 1.0
- Prima versione sull'Apple Watch.
- Interfaccia grafica
  - Applicazioni a forma di cerchio presenti nella schermata Home.
  - Zoomare con la Corona Digitale.
- 9 quadranti:
  - Cronografo
  - Colore
  - Modulare
  - Funzionale
  - Topolino
  - Semplice
  - Solare
  - Astronomia
- 20 applicazioni di sistema:
  - Attività
  - Sveglia
  - Calendario
  - Fotocamera
  - Mail
  - Mappe
  - Messaggi
  - Musica
  - Wallet
  - Telefono
  - Foto
  - Remote
  - Impostazioni
  - Siri
  - Borsa
  - Cronometro
  - Timer
  - Meteo
  - Allenamento
  - Ore locali

### watchOS 1.0.1
Miglioramento delle prestazioni:
- Siri
- Misurazione delle attività svolte in piedi.
- Calcolo delle calorie per allenamenti indoor con bici e vogatore.
- Calcolo della distanza e del passo per corse e camminate svolte outdoor.
- Accessibilità
- App di terze parti

Supporto per la visualizzazione di nuove emoji.
Supporto per ulteriori lingue:
- Portoghese brasiliano
- Danese
- Olandese
- Svedese
- Russo
- Thailandese
- Turco